# 잠원초등학교
잠원초등학교는 대한민국 경기도 수원시 영통구에 있는 공립 초등학교이다.

## 연혁
- 2002년 3월 2일 : 개교